# 1570 w literaturze
Wydarzenia literackie w 1570 roku.

## Nowe książki
- polskie
  - Marcin Kromer – Historyja prawdziwa o przygodzie żałosnej książęcia finlandzkiego Jana i królewny polskiej Katarzyny

## Urodzili się
- Diego de Hojeda, hiszpański poeta (zm. 1615)